# إيروسباسيال إن 262
إيروسباسيال إن 262  (بالإنجليزية: Aérospatiale N 262)‏ هي طائرة ركاب، عالية الجناحين، وبمحركان ذو مرواح تربينية، بنيت لأول مرة من قبل شركة نورد للطيران (دمجت لآحقا مع إيروسباسيال في عام 1970). وكانت تعرف أيضا باسم نورد 262 والنسخة الأمريكية بأسم موهوك 298. أنتجت في 1962 بفرنسا. من صناعة إيروسباسيال. كان أول طيران لها في 20 مايو 1959. صنع منها 110 طائرة.

## المستخدمون
- القوات الجوية الفرنسية
- البحرية الفرنسية